# Cleora munda
Cleora munda là một loài bướm đêm trong họ Geometridae.